# Rishtey
Rishtey (Więź) – indyjski dramat rodzinny wyreżyserowany  2002 przez Indra Kumara, autora Mann, Masti, Dil. W rolach głównych  Anil Kapoor, Karisma Kapoor, Shilpa Shetty i Amrish Puri.

## Obsada
- Anil Kapoor ... Suraj Singh
- Karisma Kapoor ... Komal
- Shilpa Shetty ... Vaijanti - nominacja do Nagrody Filmfare dla Najlepszej Aktorki  Drugoplanowej, nominacja do Nagrody Star Screen dla Najlepszej Aktorki Drugoplanowej
- Amrish Puri ... Yashpal Chaudhary

## Muzyka i piosenki
Autorem muzyki jest Sanjeev-Darshan:
- Har Tarf Tu Hai
- Rishta Tera Rishta Mera
- Apna Bana Na Hai
- Deewana Deewana
- Dilbar Dilbar
- Tu Tu Dil Mein
- Rishta Tera Rishta Mera (part-2)
- Yaara Re Yaara Re